# Jean Mézière
Jean Mézière (Courtefontaine, 4 mars 1946 - Texas, 22 octobre 1986) est un photographe français installé dans les années 1980 au Texas.

## Biographie
Né à Courtefontaine dans le Jura, Jean Mézière étudie la comptabilité à Paris. Il travaille un temps pour une société française en Afrique. Dans les années 1970, il étudie la philosophie à Genève où il achète son premier appareil photo et se consacre à sa passion.
Il remporte le Prix Kodak de la critique photographique en 1978 et il part alors pour les États-Unis. Il rencontre Lynn Weber à Tulsa ; elle deviendra sa femme et sa muse. Ils ont un enfant, Jeannot Quenson.
Il s'installe à Dallas en août 1979. Il est sélectionné avec 6 autres photographes par Fujifilm pour sa campagne internationale de promotion. Il y travaille également pour le magazine Texas Monthly de 1981 à 1983.
Il meurt d'un cancer le 22 octobre 1986.

## Une photographie couleur abstraite
Il a réalisé l'essentiel de ses photographies en Oklahoma, mais surtout au Nouveau-Mexique et en Arizona où il trouve le bleu du ciel et la pureté de la lumière qu'il cherchait pour son œuvre. Elles se distinguent par l'intensité de la saturation couleur et la netteté des détails (il utilise surtout les pellicules Kodachrome 25).
La photographie de Jean Meziere se singularise par l'épure de la composition qui vise à l'abstraction. Dans ses compositions, Jean Mézière joue sur le contraste de couleurs, de textures et de plans, l'espace créant lui-même une vibration visuelle. Il travaille particulièrement sur la juxtaposition d'images en deux dimensions (mur, façade, panneau...) et d'espaces en trois dimensions (les grands espaces arides du sud-ouest américain) d'où ressortent des grands aplats de couleur intensifiés par une lumière naturelle intense.
Dans d'autres séries postérieures, il sature les couleurs faisant quasiment disparaître l'objet photographié derrière un chatoiement de couleurs.

## Expositions et publications
Il revient plusieurs fois en France, participant aux Rencontres de la photographie d'Arles où il encadre un workshop en 1985. 
Ses photographies sont exposées dans les  années 1980 par la Collection permanente Polaroïd aux États-Unis, la Bibliothèque Nationale de France à Paris, diverses galeries aux États-Unis, en France (Il y expose à l'Espace Canon en février-mars 1982) et au Japon. Il collabore à de nombreuses revues internationales de photographie. Ses photographies sont publiées en 1986 sous le titre Echoes: A Vision of the American Southwest (Taylor Trade Publishing). 
Le magazine web Armoire Magazine a consacré son numéro de juillet 2015 à une sélection de ses photographies.